# MTV 00s
Az MTV 00s (MTV  Noughties vagy MTV Zeros) egy zenecsatorna, ami a 2000-es évek zenei videóit sugározza. 2021. augusztus 2-án indult, melyet a VH1 európai adását váltotta le.

## Története

### Pop-up csatorna és az indulás
2020. május 29. és június 22. között az MTV OMG csatornát ideiglenesen MTV 00s névre keresztelték át.
2021. június 5-től a VH1 Europe csatorna újabb dalokat mutatott be a 2000-es évekből, és részben ehhez igazította műsorát. 2021. augusztus 1-én az MTV 40. évfordulóján a VH1 Europe csatorna leállította a rendszeres műsorok sugárzását, és csak a 2000-es évek zenéit kezdte el sugározni az MTV 00s új műsorképével, és a VH1 logóval. 2021. augusztus 2. óta az MTV 00s éjjel-nappal sugároz, felváltva a VH1 Europe-t. Az MTV 00s első videoklipje LeAnn Rimes "Can't Fight the Moonlight" című dala volt, helyi idő szerint 05:00-kor. 